# Ulrich Schnaft

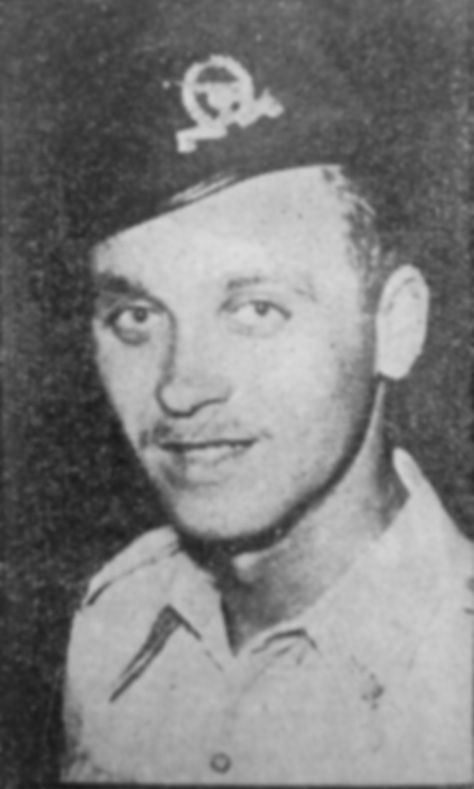
Ulrich Schnaft als Offizier der Israelischen Verteidigungsstreitkräfte

Ulrich Schnaft (* 3. Oktober 1923 in Königsberg (Preußen); † möglicherweise nach 1961) war ein deutscher Angehöriger der Waffen-SS, der sich nach dem Zweiten Weltkrieg als Jude ausgab und Offizier der Israelischen Verteidigungsstreitkräfte sowie Spion für Ägypten wurde.

## Leben

### Leben bis 1949
Schnaft war das Kind einer ledigen Mutter, die ihn kurz nach der Geburt in ein Waisenhaus gab. Später wurde er von einer deutschen Familie adoptiert. Nach einer Ausbildung zum Mechaniker trat er 1941 der Waffen-SS bei und wurde an der Ostfront eingesetzt. Nach einer Verwundung und anschließendem Lazarettaufenthalt in Deutschland kämpfte er in Jugoslawien und Italien, wo er 1944 in der Nähe des Po von der US Army gefangen genommen wurde. 1947 wurde er aus der Kriegsgefangenschaft entlassen, da ihm keine Kriegsverbrechen nachgewiesen werden konnten.
Nach seiner Freilassung teilte er sich in München ein Zimmer mit einem Juden, durch den er erfuhr, dass Überlebende des Holocaust Hilfeleistungen von Organisationen wie dem Joint Distribution Committee (JDC) erhielten. Wegen der damaligen wirtschaftlichen Situation fiel es Schnaft schwer, einen Beruf zu finden oder seinen Lebensunterhalt zu verdienen, so fasste er den Entschluss, sich als Holocaust-Überlebender auszugeben. Er beantragte und erhielt Hilfe vom JDC und versuchte schließlich, im Rahmen der Alija Bet unter dem Namen Gavriel Weissman mit einer Gruppe von Juden illegal in das damals britische Mandatsgebiet Palästina einzuwandern. Nachdem er zwei Monate in einem Lager bei Marseille verbracht hatte, bestieg er im Dezember 1947 das Schiff, das sie dorthin bringen sollte. Es wurde aber unterwegs von der Royal Navy aufgebracht, so dass Schnaft in ein Internierungslager in Britisch-Zypern kam. Dort soll er Mitglied der Organisation Hagana geworden und an zwei Ausbruchsversuchen beteiligt gewesen sein.
Die meisten Insassen des Internierungslagers wurden nach der Unabhängigkeitserklärung des Staates Israel entlassen, Schnaft aber musste wie die anderen Männer im wehrfähigen Alter noch bis zum Ende des Palästinakriegs 1949 im Lager bleiben und durfte erst dann nach Israel ausreisen.

### Offizier der Israelischen Verteidigungsstreitkräfte
Schnaft kam 1949 in Haifa an und zog in den Kibbuz Qiryat Anavim im Judäischen Bergland, westlich von Jerusalem, wo er Hebräisch zu lernen begann. Im August desselben Jahres wurde er als Wehrpflichtiger eingezogen. Er beeindruckte seine Vorgesetzten durch seine militärischen Kenntnisse und Fähigkeiten, sodass er am Ende seiner regulären Dienstzeit das Angebot erhielt, Berufsoffizier zu werden. Er nahm das Angebot an, wurde Artillerie-Offizier und erreichte in den folgenden Jahren den Rang eines Hauptmanns. 1952 nahm seine Laufbahn aber ein abruptes Ende, nachdem Schnaft betrunken seinen Kameraden ein Foto von sich in SS-Uniform gezeigt und zugegeben hatte, unter einer falschen Identität zu leben. Er wurde aus der Armee entlassen, weitere Maßnahmen wurden aber nicht ergriffen.

### Spion für Ägypten
Nach seiner Entlassung zog Schnaft nach Aschkelon, wo er sich mit einer Reihe von Gelegenheitsjobs über Wasser hielt und versuchte, genügend Geld für eine Ausreise zu sammeln. In dieser Zeit begann er eine Affäre mit der 20 Jahre älteren Frau seines Vermieters, die ebenfalls aus Deutschland stammte. Als diese aufflog, warf der Vermieter Schnaft hinaus, die Ehefrau des Vermieters verließ ihren Mann jedoch und begleitete Schnaft nach Haifa.
Als das Paar vom Wirtschaftswunder in der Bundesrepublik Deutschland hörte, entschieden sie sich 1954, wieder nach Deutschland zurückzukehren. Nach ihrer Ankunft in Genua wurde Schnaft aber die Weiterreise nach Deutschland verwehrt, da er nur einen israelischen Reisepass hatte, der nicht zur Einreise nach Deutschland berechtigte. Er bat das deutsche Honorarkonsulat in Genua um Hilfe, jedoch glaubte man ihm dort seine Geschichte nicht. Seine Geliebte, die noch einen deutschen Pass hatte, reiste ohne ihn weiter. Sie kehrte später nach Israel zurück und versöhnte sich mit ihrem Ehemann, worauf das Ehepaar ohne Schnaft nach Deutschland zog.
Schnaft, der mittellos in Genua festsaß, wandte sich nunmehr an das ägyptische Konsulat in Genua und bot Informationen aus seiner Zeit als israelischer Offizier zum Verkauf an. Dort zeigte man sich von seiner Geschichte beeindruckt und brachte ihn in die ägyptische Botschaft nach Rom, wo er sich mit dem Militärattaché traf. Anschließend wurde er nach Kairo geflogen und dort einen Monat lang von Geheimdienstlern intensiv befragt. Schnaft gab den Ägyptern ausführliche Informationen zu Strukturen der israelischen Armee wie Militärbasen, Bewaffnung, Ausbildung und Namen von Offizieren. Den Vorschlag, als Maulwurf nach Israel zurückzukehren und unter falschem Namen wieder in die israelische Armee einzutreten, lehnte Schnaft aber ab, weil er zurück nach Deutschland wollte. Schließlich erhielt er mehrere hundert Dollar Agentenlohn und einen gefälschten ägyptischen Reisepass auf den Namen Robert Hayat, mit dem er nach Italien zurückflog und dank eines Laissez-passer des ägyptischen Konsulats nach Deutschland ausreisen konnte, wo er im März 1954 eintraf.

### Enttarnung
Nach seiner Rückkehr in Deutschland beschloss Schnaft, nach Frankfurt zu ziehen, um bei seiner Tante zu leben, die Apothekerin war. Vor seiner Abreise nach Frankfurt machte er seine frühere Geliebte ausfindig, die inzwischen mit ihrem Mann in Berlin lebte, und suchte sie auf. Er gestand ihr seine wahre Herkunft und erzählte ihr von seiner Vergangenheit bei der Waffen-SS und auch, dass er Spion für Ägypten gewesen sei. Sie weigerte sich aber, ihren Mann für ihn zu verlassen. Er gab ihr daraufhin seine Adresse in Frankfurt für den Fall, dass sie es sich anders überlegte. Der Ehemann, dem die Frau alles erzählte, schrieb an den israelischen Geheimdienst Schin Bet. Der Brief mit beigefügtem Foto Schnafts traf dort im Oktober 1955 ein, und man beschloss, Schnaft nach Israel zu locken und ihn vor Gericht zu stellen.
Eine israelische Agentin verführte Schnaft und arrangierte ein Treffen mit einem anderen Agenten, Shmuel Moriya, der irakisch-jüdischer Herkunft war. Dieser gab sich bei dem Treffen als irakischer Staatsbürger namens Adnan Ben-Adnan aus, erzählte von seinem eigenen angeblichen Dienst in der Waffen-SS und lud Schnaft für den nächsten Tag zum Mittagessen ein. Als Moriya nach dem Essen zum Bezahlen die Brieftasche herauszog, ließ er absichtlich einen gefälschten irakischen Offiziersausweis fallen. Schnaft hob ihn auf und sprach Moriya darauf an, dass er irakischer Offizier sei. Moriya gab es zu und Schnaft erzählte ihm, dass er Hauptmann der israelischen Armee gewesen sei. Moriya täuschte Unglauben vor, woraufhin Schnaft ihm Bilder zeigte und erklärte, wie er nach Israel gekommen war. Moriya schlug ihm daraufhin vor, als irakischer Spion in Israel zu arbeiten. Die irakische Regierung wolle lediglich Informationen über die wirtschaftliche Lage in Israel, Schnaft wäre also keiner Gefahr ausgesetzt gewesen. Schnaft stimmte nach anfänglichem Zögern zu, da er wieder mittellos war und Geld brauchte. Er kehrte 1956 mit einem gefälschten israelischen Pass nach Israel zurück. Bei seiner Ankunft wurde er festgenommen und zum Verhör nach Jaffa gebracht, wo er alles gestand. Vor das Bezirksgericht Tel Aviv gestellt, wurde er für Verrat militärischer Geheimnisse an Ägypten zu sieben Jahren Gefängnis verurteilt. 1961 wurde er nach fünf Jahren Haft wegen guter Führung auf Bewährung entlassen. Anschließend kehrte er nach Frankfurt zurück, wonach sich seine Spur verliert. Über sein weiteres Schicksal ist nichts bekannt.

## Rezeption
Der Fall Schnaft wird immer wieder als eines der außergewöhnlichsten Beispiele eines „Ex-Nazis“ zitiert, der sich nach dem Zweiten Weltkrieg als Jude ausgab, um ein neues Leben in Israel zu beginnen. Er spielte sich in einer Zeit ab, als der junge Staat Israel händeringend nach Experten suchte, aber angesichts der massenhaften Einwanderung in den Staat keine genauen Hintergrundüberprüfungen durchführen konnte. Lange Zeit hielt Israel die Dokumente dieses Falls geheim. Erst 2023 wurden sie freigegeben.